# إعلان دستوري سنة 1952 في مصر
بعد قيام تنظيم الضباط الأحرار بانقلاب عسكري سلمي على الملك فاروق الأول ،قامت الحركة باسقاط دستور 1923 واصدار الإعلان الدستوري لعام 1952.

## نص الإعلان
إعلان دستوري ديسمبر 1952
إعلان دستوري
من القائد العام للقوات المسلحة بصفته رئيس حركة الجيش (1)
بنى وطني
عندما قام الجيش بثورته في 23 يوليو الماضي، كانت البلاد قد وصلت إلى حال من الفساد والانحلال أدى إليه تحكم ملك مستهتر وقيام حياة سياسية معيبة وحكم نيابي غير سليم، فبدلاً من أن تكون السلطة التنفيذية مسئولة أمام البرلمان، كان البرلمان في مختلف العهود هو الخاضع لتلك السلطة التي كانت بدورها تخضع لملك غير مسئول، ولقد كان ذلك الملك يتخذ من الدستور مطية لاهوائه ويجد فيه من الثغرات ما يمكنه من ذلك بمعاونة أولئك الذين كانوا يقومون بحكم البلاد ويصرفون أمورها، من أجل ذلك قامت الثورة ولم يكن هدفها مجرد التخلص من ذلك الملك، وإنما كانت تستهدف الوصول بالبلاد إلى ما أسمى مقصداً، وأبعد مدى، وأبقى على مر الزمن، من توفير أسباب الحياة القوية الكريمة التي ترتكز على دعائم الحرية والعدالة والنظام حتى ينصرف بناء الشعب إلى العمل المنتج لخير الوطن وبنيه. والآن بعد أن بدأت حركة البناء وشملت كل مرافق الحياة في البلاد، سياسية واقتصادية واجتماعية، أصبح لزاماً أن نغير الأوضاع التي كانت تودي بالبلاد، والتي كان يسندها ذلك إلى الدستور الملئ بالثغرات، ولكي نؤدي الأمانة التي وضعها الله في أعناقنا لا مناص من أن نستبدل بذلك الدستور، دستوراً آخر جديداً يمكن للأمة أن تصل إلى أهدافها حتى تكون بحق مصدراً للسلطات.
وهأنذا أعلن باسم الشعب سقوط ذلك الدستور، دستور سنة 1923.
وأنه ليسعدني أن أعلن في نفس الوقت إلى بني وطني أن الحكومة آخذة في تأليف لجنة تضع مشروع دستور جديد، يقره الشعب، ويكون منزها عن عيوب الدستور الزائل محققاً لآمال الأمة في حكم نيابي نظيف سليم. وإلى أن يتم إعداد هذا الدستور، تتولى السلطات في فترة الانتقال التي لابد منها حكومة عاهدت الله والوطن على أن ترعى صالح المواطنين جميعاً دون تفريق أو تمييز، مراعية في ذلك المبادئ الدستورية الهامة.
بني وطني
لقد عاهدنا الله، وهو على ما نقول شهيد، على أن نبذل نفوسنا في سبيل إسعاد بلادنا وإعلاء رايتها بين العالمين، فعليكم أن تنسوا أشخاصكم، وأن تبذلوا من أنفسكم وأموالكم وجهودكم ما يضمن لوطنكم القوة والسعادة والمجد، متحدين متكاتفين، فلا مصالح شخصية ولا أهواء حزبية بعد اليوم، فالوطن واحد، والهدف واحد، والله ولي التوفيق.'